# 수잔 크룰
수잰 크럴(Suzanne Krull, 1966년 7월 8일 ~ 2013년 7월 27일)은 미국의 배우이다.
뉴욕에서 태어났으며 로스앤젤레스에서 사망하였다. 사인은 대동맥류이다.

## 출연 작품
- 러덜리스 (2014년) - 버티 듀프레스 역
- 윗치 마운틴 (2009년)
- 키즈 인 아메리카 (2005년) - 리포터 #3 역
- 필 오브 더 퓨쳐 (2004년)
- 잭팟(영어판) (2001년)
- 넥스트 베스트 씽 (2000년)
- 그린치 (2000년)
- 캐머플러지 (1999년)
- 고 (1999년)
- 마우스 헌트 (1997년)

### 텔레비전
- 로스트 (2007-10)
- 닙턱 (2009)